# Saison 2010-2011 du Standard de Liège
Maillots
Chronologie
Saison précédente Saison suivante
Lors de la saison 2010-2011, le Standard de Liège évolue en Jupiler Pro League. Il participe également à la Coupe Cofidis.

## Équipements
| Marque:          |  | Planète rouge                  |
| Sponsor maillot: |  | Loterie nationale (e-lotto.be) |

## Staff Technique
| Fonction                | Nom                 | Date de naissance | Nationalité       | Fin du contrat               | Dernier Club         |
| ----------------------- | ------------------- | ----------------- | ----------------- | ---------------------------- | -------------------- |
| Entraineur principal    | Dominique D'Onofrio | 18-04-1953        | Belgique / Italie | Juin 2011                    | Directeur sportif    |
| Entraineur adjoint      | Sergio Conceiçao    | 15-11-1974        | Portugal          | Juin 2011                    | PAOK Salonique       |
| Entraineur adjoint      | Siramana Dembélé    | 27-01-1977        | France            | Juin 2011                    | Maccabi Petah-Tikvah |
| Entraineur des gardiens | Hans Galjé          | 21-02-1957        | Pays-Bas          | Juin 2011                    | Équipe nationale     |
| Préparateur physique    | Guy Namurois        | 05-02-1961        | Belgique          | contrat à durée indéterminée |                      |

## Effectif

### Joueurs prêtés
| Nom                  | Equipe           | Championnat             |
| Moussa Traoré        | SV Zulte Waregem | D1 - Jupiler Pro League |
| Rami Gershon         | KV Kortrijk      | D1 - Jupiler Pro League |
| Andréa Mbuyi-Mutombo | Saint-Trond VV   | D1 - Jupiler Pro League |
| Christian Benteke    | FC Malines       | D1 - Jupiler Pro League |

### Transferts

#### Été 2010
| Nom                                            | Naissance         | Position          | Nationalité sportive             | Fin de contrat | Dernier club         | Destination              |
| ARRIVÉES                                       |                   |                   |                                  |                |                      |                          |
| Srđan Blažić                                   | 26 novembre 1982  | Gardien           | Monténégro                       | Juin 2012      | APO Levadiakos       | Standard de Liège        |
| Franck Berrier                                 | 2 février 1984    | Milieu            | France                           | Juin 2013      | SV Zulte Waregem     | Standard de Liège        |
| Christian Benteke (retour de prêt)             | 3 décembre 1990   | Attaquant         | Belgique                         | Juin 2013      | KV Courtrai          | Standard de Liège        |
| Laurent Ciman                                  | 5 août 1985       | Défenseur droit   | Belgique                         | Juin 2014      | Club Bruges KV       | Standard de Liège        |
| Emad Moteab (contrat cassé peu de temps après) | 20 février 1983   | Attaquant         | Égypte                           | Juin 2012      | Al Ahly SC           | Standard de Liège        |
| Beyogode Hans Dibi                             | 23 juin 1988      | Milieu défensif   | France                           | Juin 2012      | RFC Liège            | Standard de Liège        |
| Alen Pamić                                     | 15 octobre 1989   | Milieu défensif   | Croatie                          | Juin 2015      | HNK Rijeka           | Standard de Liège        |
| Eric Bokanga Musau (prêté)                     | 9 octobre 1988    | Attaquant         | République démocratique du Congo | Juin 2012      | AS Vita Club         | Standard de Liège        |
| Daniel Opare                                   | 18 octobre 1990   | Défenseur droit   | Ghana                            | Juin 2013      | Real Madrid Castilla | Standard de Liège        |
| Danilo                                         | 13 janvier 1990   | Milieu droit      | Belgique                         | Juin 2012      | Ajax Amsterdam       | Standard de Liège        |
| Tom De Mul (prêté avec option)                 | 4 mars 1986       | Milieu droit      | Belgique                         | Juin 2011      | FC Séville           | Standard de Liège        |
| Luigi Pieroni                                  | 8 septembre 1980  | Attaquant         | Belgique                         | Juin 2012      | KAA La Gantoise      | Standard de Liège        |
| Mohammed Tchité                                | 31 janvier 1984   | Attaquant         | Belgique                         | Juin 2013      | Racing Santander     | Standard de Liège        |
| Mbaye Leye                                     | 1er décembre 1982 | Attaquant         | Sénégal                          | Juin 2012      | KAA La Gantoise      | Standard de Liège        |
| Aloys Nong                                     | 16 octobre 1983   | Attaquant         | Cameroun                         | Juin 2013      | FC Malines           | Standard de Liège        |
| DÉPARTS                                        |                   |                   |                                  |                |                      |                          |
| Milan Jovanović                                | 18 avril 1981     | Attaquant         | Serbie                           | Juin 2010      | Standard de Liège    | Liverpool FC             |
| Igor de Camargo                                | 12 mai 1983       | Attaquant         | Belgique                         | Juin 2013      | Standard de Liège    | Borussia Mönchengladbach |
| Moussa Traoré (prêté)                          | 9 mars 1990       | Attaquant         | Côte d'Ivoire                    | Juin 2014      | Standard de Liège    | SV Zulte Waregem         |
| Pape Abdou Camara (prêté)                      | 21 septembre 1991 | Milieu défensif   | Sénégal                          | Juin 2012      | Standard de Liège    | Saint-Trond VV           |
| Andréa Mbuyi-Mutombo (prêté)                   | 6 juin 1990       | Milieu offensif   | Belgique                         | Juin 2012      | Standard de Liège    | Saint-Trond VV           |
| Marcos Camozzato                               | 17 juin 1983      | Défenseur droit   | Brésil                           | Juin 2013      | Standard de Liège    | Club Bruges KV           |
| Rami Gershon (prêté)                           | 18 août 1988      | Défenseur central | Israël                           | Juin 2013      | Standard de Liège    | KV Courtrai              |
| Landry Mulemo                                  | 17 septembre 1986 | Défenseur gauche  | Belgique                         | Juin 2010      | Standard de Liège    | Bucaspor                 |
| Wilfried Dalmat                                | 17 juillet 1982   | Ailier droit      | France                           | Juin 2011      | Standard de Liège    | Club Bruges KV           |
| Dieumerci Mbokani                              | 22 novembre 1985  | Attaquant         | République démocratique du Congo | Juin 2013      | Standard de Liège    | AS Monaco                |
| Benjamin Nicaise                               | 28 septembre 1980 | Milieu défensif   | France                           | Juin 2011      | Standard de Liège    | Lierse SK                |
| Mohamed Sarr                                   | 23 décembre 1983  | Défenseur central | Sénégal                          | Juin 2011      | Standard de Liège    | Hércules Alicante        |
| Christian Benteke (prêté)                      | 3 décembre 1990   | Attaquant         | Belgique                         | Juin 2013      | Standard de Liège    | FC Malines               |

#### Hiver 2011
| Nom                                | Naissance         | Position          | Nationalité sportive             | Fin de contrat | Dernier club               | Destination        |
| ARRIVÉES                           |                   |                   |                                  |                |                            |                    |
| Jelle Van Damme                    | 10 octobre 1983   | Arrière gauche    | Belgique                         | Juin 2014      | Wolverhampton Wanderers FC | Standard de Liège  |
| Abdelfattah Boukhriss              | 22 octobre 1986   | Défenseur central | Maroc                            | Juin 2012      | FUS Rabat                  | Standard de Liège  |
| Pape Abdou Camara (retour de prêt) | 21 septembre 1991 | Milieu défensif   | Sénégal                          | Juin 2012      | Saint-Trond VV             | Standard de Liège  |
| Antonio Eduardo Pereira Dos Santos | 3 mai 1984        | Défenseur central | Brésil                           | Juin 2013      | SC Beira-Mar               | Standard de Liège  |
| Leroy Labylle                      | 11 mars 1991      | Ailier gauche     | Belgique                         | Juin 2013      | KRC Genk                   | Standard de Liège  |
| DÉPARTS                            |                   |                   |                                  |                |                            |                    |
| Grégory Dufer                      | 12 décembre 1981  | Ailier droit      | Belgique                         | Juin 2012      | Standard de Liège          | Saint-Trond VV     |
| Cédric Collet                      | 7 mars 1984       | Défenseur gauche  | France                           | Juin 2012      | Standard de Liège          | rupture de contrat |
| Eric Bokanga Musau                 | 9 octobre 1988    | Attaquant         | République démocratique du Congo | Juin 2013      | Standard de Liège          | rupture de contrat |
| Beyogode Hans Dibi (prêté)         | 23 juin 1988      | Milieu            | France                           | Juin 2012      | Standard de Liège          | UD Melilla         |
| Edouard Kabamba Wenze              | 24 janvier 1987   | Attaquant         | Belgique                         | Juin 2011      | Standard de Liège          | UD Melilla         |
| Alen Pamić                         | 15 octobre 1989   | Milieu            | Croatie                          | Juin 2012      | Standard de Liège          | rupture de contrat |

## Les résultats

### Amicaux
| Journée | Date       | Heure | Lieu         | Club visité        | Club visiteur     | Score | Buts liégeois                                       |
| ------- | ---------- | ----- | ------------ | ------------------ | ----------------- | ----- | --------------------------------------------------- |
| 1       | 26/06/2010 | 19h00 | Blegny       | FC United Richelle | Standard de Liège | 1 - 5 | Cyriac, Bokanga, Susic, Benteke, Dufer              |
| 2       | 30/06/2010 | 20h00 | Amay         | RCE Amay           | Standard de Liège | 0 - 8 | Grozav, Benteke (3), Witsel (2), Pocognoli, Carcela |
| 3       | 07/07/2010 | 19h30 | Louvain      | OH Louvain         | Standard de Liège | 1 - 2 | Ciman, Benteke                                      |
| 4       | 10/07/2010 | 19h00 | Bas-Oha      | Standard de Liège  | AFC Tubize        | 3 - 0 | Benteke, Pocognoli, Mbokani                         |
| 5       | 21/07/2010 | 19h00 | Hasselt      | Standard de Liège  | Trabzonspor       | 1 - 0 | Carcela                                             |
| 6       | 24/07/2010 | 17h00 | La Louvière  | Standard de Liège  | AJ Auxerre        | 1 - 2 | Danilo                                              |
| 7       | 17/08/2010 | 19h00 | Sclessin     | Standard de Liège  | Real Madrid CF    | 1 - 1 | Benteke                                             |
| 8       | 01/09/2010 | 19h30 | Tournai      | RFC Tournai        | Standard de Liège | 0 - 1 | Pieroni                                             |
| 9       | 13/10/2010 | 19h00 | Académie RLD | Standard de Liège  | Sprimont CS       | 2 - 0 | Pocognoli, Nong                                     |
| 10      | 08/01/2011 | 15h00 | Alcantarilha | Standard de Liège  | Hertha Berlin     | 1 - 2 | Witsel                                              |
| 11      | 11/01/2011 | 15h00 | Faro         | CD Feirense        | Standard de Liège | 0 - 2 | Carcela, Witsel                                     |
| 12      | 14/01/2011 | 16h00 | Ferreiras    | Standard de Liège  | FC Utrecht        | 0 - 1 |                                                     |
| 13      | 08/02/2011 | 19h30 | Académie RLD | Standard de Liège  | Fola Esch         | 3 - 0 | Daerden (2), Susic                                  |

### Championnat

#### Saison régulière
| Journée | Date       | Heure | Domicile               | Extérieur              | Score   | Buts liégeois                            | Assistance |
| ------- | ---------- | ----- | ---------------------- | ---------------------- | ------- | ---------------------------------------- | ---------- |
| 1       | 30/07/2010 | 20h30 | Standard de Liège      | SV Zulte Waregem       | 1 - 1   | Defour                                   | 26 476     |
| 2       | 06/08/2010 | 20h30 | Lierse SK              | Standard de Liège      | 1 - 4   | Witsel, Carcela (2), Pocognoli           | 10 768     |
| 3       | 14/08/2010 | 18h00 | Standard de Liège      | KSC Lokeren            | 3 - 3   | Defour, Carcela (2)                      | 25 584     |
| 4       | 20/08/2010 | 20h30 | Saint-Trond VV         | Standard de Liège      | 1 - 0   |                                          | 9 745      |
| 5       | 28/08/2010 | 20h00 | Standard de Liège      | KV Courtrai            | 1 - 0   | Pieroni                                  | 26 077     |
| 6       | 11/09/2010 | 20h00 | Standard de Liège      | Cercle Bruges KSV      | 2 - 0   | Tchité, Witsel                           | 25 514     |
| 7       | 17/09/2010 | 20h30 | FC Malines             | Standard de Liège      | 1 - 0   |                                          | 12 357     |
| 8       | 22/09/2010 | 20h30 | Standard de Liège      | Royal Charleroi SC     | 2 - 1   | Ciman, Defour                            | 26 262     |
| 9       | 25/09/2010 | 20h00 | KVC Westerlo           | Standard de Liège      | 1 - 2   | Cyriac (2)                               | 6 141      |
| 10      | 03/10/2010 | 18h00 | Standard de Liège      | RSC Anderlecht         | 5 - 1   | Leye, Tchité (2), Bokanga, Carcela       | 27 544     |
| 11      | 17/10/2010 | 18h00 | KRC Genk               | Standard de Liège      | 4 - 2   | Carcela, Tchité                          | 23 416     |
| 12      | 24/10/2010 | 18h00 | Standard de Liège      | KAA La Gantoise        | 2 - 1   | Tchité, Carcela                          | 26 522     |
| 13      | 31/10/2010 | 15h30 | Club Bruges KV         | Standard de Liège      | 2 - 2   | Simaeys (csc), Cyriac                    | 26 681     |
| 14      | 06/11/2010 | 20h00 | Standard de Liège      | AS Eupen               | 1 - 3   | Cyriac                                   | 26 858     |
| 15      | 13/11/2010 | 20h00 | KFC Germinal Beerschot | Standard de Liège      | 0 - 1   | Tchité                                   | 8 512      |
| 16      | 21/11/2010 | 18h00 | SV Zulte Waregem       | Standard de Liège      | 2 - 0   |                                          | 8 003      |
| 17      | 27/11/2010 | 20h00 | Standard de Liège      | Lierse SK              | 7 - 0   | Witsel (2), Pieroni, Cyriac (3), Carcela | 25 680     |
| 18      | 03/12/2010 | 20h30 | KSC Lokeren            | Standard de Liège      | 2 - 1   | Carcela                                  | 6 032      |
| 19      | 11/12/2010 | 20h00 | Standard de Liège      | Saint-Trond VV         | 1 - 0   | Cyriac                                   | 26 360     |
| 20      | 17/12/2010 | 20h30 | KV Courtrai            | Standard de Liège      | 2 - 1   | Witsel                                   | 9 652      |
| 21      | 26/12/2010 | 13h00 | Cercle Bruges KSV      | Standard de Liège      | 1 - 0   |                                          | 9 198      |
| 22      | 29/12/2010 | 20h30 | Standard de Liège      | FC Malines             | reporté |                                          |            |
| 23      | 23/01/2011 | 18h00 | RSC Anderlecht         | Standard de Liège      | 2 - 0   |                                          | 23 824     |
| 24      | 29/01/2011 | 20h00 | Standard de Liège      | KVC Westerlo           | 2 - 1   | Goreux, Van Damme                        | 26 166     |
| 25      | 06/02/2011 | 20h30 | AS Eupen               | Standard de Liège      | 0 - 1   | Zukanovic (csc)                          | 7 582      |
| 26      | 13/02/2011 | 18h00 | Standard de Liège      | KRC Genk               | 0 - 2   |                                          | 26 738     |
| 27      | 20/02/2011 | 18h00 | KAA La Gantoise        | Standard de Liège      | 4 - 1   | Leye                                     | 11 494     |
| 22      | 26/02/2011 | 20h00 | Standard de Liège      | FC Malines             | 3 - 0   | Witsel (2), Leye                         | 21 044     |
| 28      | 06/03/2011 | 18h00 | Standard de Liège      | Club Bruges KV         | 2 - 2   | Tchité, Carcela                          | 24 112     |
| 29      | 12/03/2011 | 20h00 | Royal Charleroi SC     | Standard de Liège      | 0 - 2   | Van Damme, Tchité                        | 18 038     |
| 30      | 20/03/2011 | 18h00 | Standard de Liège      | KFC Germinal Beerschot | 1 - 0   | Kaminski (csc)                           | 25 634     |

#### Play-offs 1
| Journée | Date       | Heure | Club visité       | Club visiteur     | Score | Buts liégeois           | Assistance |
| ------- | ---------- | ----- | ----------------- | ----------------- | ----- | ----------------------- | ---------- |
| 1       | 03/04/2011 | 18h00 | RSC Anderlecht    | Standard de Liège | 1 - 3 | Nong (2), Juhász (csc)  | 20 042     |
| 2       | 10/04/2011 | 20h30 | Standard de Liège | KRC Genk          | 2 - 1 | Witsel, Nong            | 23 538     |
| 3       | 16/04/2011 | 18h00 | KAA La Gantoise   | Standard de Liège | 1 - 3 | Carcela, Tchité, Witsel | 10 252     |
| 4       | 21/04/2011 | 20h30 | Standard de Liège | KSC Lokeren       | 3 - 0 | Carcela, Leye (2)       | 24 428     |
| 5       | 25/04/2011 | 18h00 | Club Bruges KV    | Standard de Liège | 1 - 1 | Nong                    | 22 628     |
| 6       | 29/04/2011 | 20h30 | Standard de Liège | KAA La Gantoise   | 1 - 0 | Tchité                  | 24 324     |
| 7       | 07/05/2011 | 20h30 | Standard de Liège | Club Bruges KV    | 1 - 0 | Witsel                  | 26 716     |
| 8       | 11/05/2011 | 20h30 | KSC Lokeren       | Standard de Liège | 0 - 1 | Goreux                  | 7 730      |
| 9       | 14/05/2011 | 20h00 | Standard de Liège | RSC Anderlecht    | 2 - 1 | Carcela, Tchité         | 27 182     |
| 10      | 17/05/2011 | 20h30 | KRC Genk          | Standard de Liège | 1 - 1 | Mangala                 | 24 296     |

### Coupe de Belgique
| Tour       | Date       | Heure | Club visité       | Club visiteur     | Score   | Buts liégeois                  | Assistance |
| ---------- | ---------- | ----- | ----------------- | ----------------- | ------- | ------------------------------ | ---------- |
| 1/16       | 27/10/2010 | 20h45 | Standard de Liège | Antwerp FC (D2)   | 2 - 1   | Opare, Nong                    | 8 476      |
| 1/8        | 09/11/2010 | 20h45 | Standard de Liège | KRC Genk          | 2 - 1   | Witsel, Tchité                 | 12 527     |
| 1/4 aller  | 22/12/2010 | 20h30 | Standard de Liège | FC Malines        | reporté |                                |            |
| 1/4 aller  | 26/01/2011 | 20h30 | Standard de Liège | FC Malines        | 2 - 0   | Tchité, Daerden                | 17 812     |
| 1/4 retour | 02/03/2011 | 20h30 | FC Malines        | Standard de Liège | 1 - 4   | Leye (2), Tchité, Witsel       | 8 587      |
| 1/2 aller  | 16/03/2011 | 20h30 | KAA La Gantoise   | Standard de Liège | 1 - 0   |                                | 8 160      |
| 1/2 retour | 06/04/2011 | 20h30 | Standard de Liège | KAA La Gantoise   | 4 - 2   | Van Damme, Tchité (2), Carcela | 19 923     |
| Finale     | 21/05/2011 | 20h30 | Standard de Liège | KVC Westerlo      | 2 - 0   | Mangala, Mravac (csc)          | 45 000     |